# Гундиох
Гундиох (Gundioch, Gundowech, Gondioc) е крал на бургундите от 436 до 473 г. Вероятно е син на крал Гундахар († 436). Брат е на крал Хилперих I († 480).
Гундиох се жени за сестрата на римския военачалник Рицимер († 472) и има четири сина кралете Гундобад (в Лион), Годегизел (в Женева), Хилперих II (във Валанс) и Годомар I (във Виен).
През 435 г. бургундската войска е победена и разгромена от хунски помощни групи с командир римския военачалник Аеций. Това събитие е историческа основа на епоса за Небелунгите. Гундахар и голяма част от племето му са убити в тези боеве. Една част от оживелите се подчинява на Атила и е населена в Панония, мнозинството обаче с новия им крал Гундиох се включва в Auxilia – помощните отряди на римляните.
Еций заселва бургундите през 443 г. като федерати в Западна Швейцария и Sapaudia (днешна Савоя) като буфер против засилилите се алемани, с което се създава новото Бургундско кралство. Гундиох се бие през 451 г. в Битката на Каталаунските полета против хуните на Атила и 456 г. по заповед на император Авит с вестготския крал Теодерих II против свебите на Рехиар в Испания. Той завладява през 457 г. Лион, но е изгонен и подчинен от император Майориан. През 461 г. той отново завладява Лион и го прави своя резиденция.
Рицимер омъжва сестра си за него и през 463 г. го прави свой magister militum Galliarum, бургундските части са стационирани от римляните в Авиньон и Ембрун.
След неговата смърт през 473 г. на трона го последва брат му Хилперих I, който е бездетен и е наследен от синовете на Гундиох.